# T.J. Cline
Timothy Joseph Cline jr., detto T.J. (Plano, 22 luglio 1994), è un cestista statunitense con cittadinanza israeliana.

## Biografia
È il figlio dell'ex cestista e allenatrice di pallacanestro Nancy Lieberman.

## Palmarès
- Campionato israeliano: 1

Maccabi Tel Aviv: 2020-2021
- Coppa di Israele: 3

Hapoel Holon: 2017-2018
Maccabi Tel Aviv: 2020-2021
Hapoel Gerusalemme: 2023